# Демократична партія (Італія)
Демократична партія (італ. Partito Democratico) — італійська політична партія лівоцентристської орієнтації. Лідер партії — Еллі Шлейн (з 12 березня 2023).
Партія є наступником коаліції «Оливкова гілка» (італ. L'Ulivo, існувала в 1995—2007 роках), що втрачала підтримку виборців. Партії, що входили до коаліції, домовилися про створення нової політичної сили незабаром після парламентських виборів 2006 року. 14 жовтня 2007 року відбулись відкриті вибори глави майбутньої партії, на яких приблизно 75 % голосів здобув мер Рима Вальтер Вельтроні. 28 жовтня в Мілані відбувся установчий з'їзд партії, а 21 листопада затвердили символіку партії.

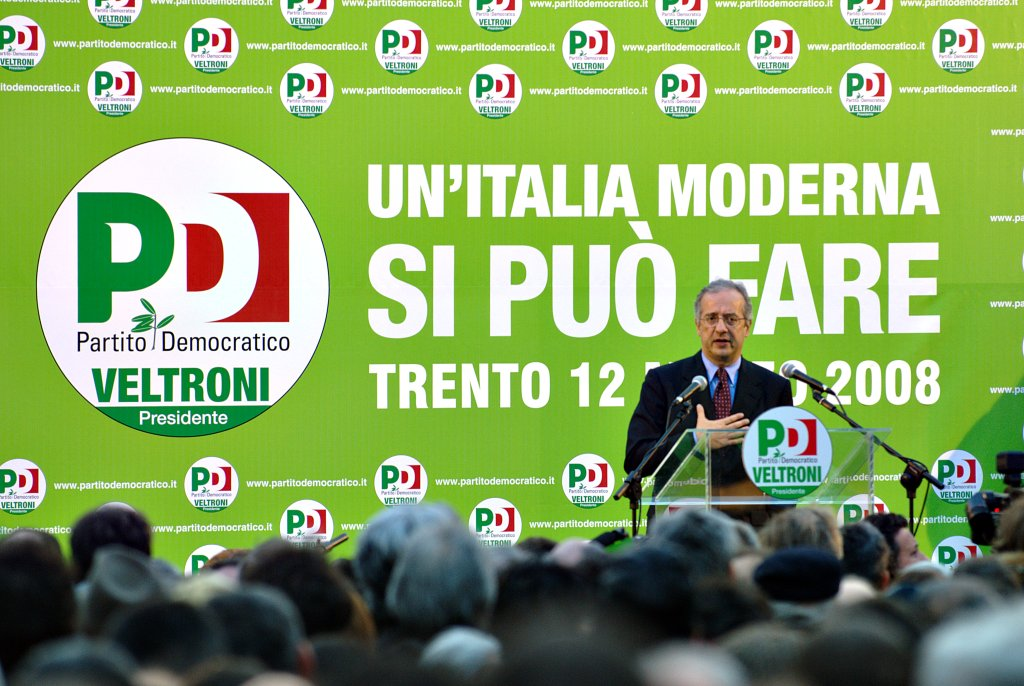
Вальтер Вельтроні виступає на передвиборному мітингу в Тренто 12 березня 2008

2008 року на дострокових парламентських виборах партія здобула 12 092 998 голосів (очолюваний нею альянс — 13686673 голоси) на виборах до нижньої палати. На виборах до сенату, що проходили одночасно, партія отримала загалом 11 042 325 голосів, а очолюваний нею альянс — 12 456 443 голоси. Усього лівоцентристський альянс на чолі з ДП здобув 246 з 630 місць у нижній палаті та 132 з 315 місць у сенаті. На виборах в основі програми партії були два напрямки: активізація соціальної політики та політична реформа, покликана стабілізувати політичне життя.
У лютому 2009 року Вальтер Вельтроні подав у відставку з посади секретаря партії, а його посаду тимчасово обійняв Даріо Франческіні. На виборах до Європарламенту, що відбулись у червні 2009 року, ДП здобула 21 місце з 78, відведених для Італії. 25 жовтня 2009 року пройшли другі відкриті вибори секретаря партії, на яких переміг П'єр Луїджі Берсані.
ДП здобула перемогу на парламентських виборах 24-25 лютого 2013 року, отримавши відносну більшість місць в обох палатах парламенту і сформувавши разом зі своїми союзниками уряд під головуванням Енріко Летта.
З березня 2021 року лідером партії є Енріко Летта.
У партії існує значна кількість течій, серед яких ліберальна, християнсько-демократична, соціал-демократична та «зелена».